# Türkmendamı, Taşova
Türkmendamı là một xã thuộc huyện Taşova, tỉnh Amasya, Thổ Nhĩ Kỳ. Dân số thời điểm năm 2010 là 161 người.